# Radio Antwerpen
Radio Antwerpen was een Belgische radiozender die aanvankelijk uitzond vanuit Antwerpen, en in 1962 vanaf zendschip Uilenspiegel voor de kust van Zeebrugge.
Al vanaf 1922 was de Antwerpse radio-ingenieur Georges De Caluwé aan het experimenteren met uitzendingen op de korte golf. In 1926 verwierf hij een vergunning voor een radiostation. De zendmast werd geplaatst op de kerktoren van de protestantse kerk aan de Bexstraat te Antwerpen, en De Caluwé installeerde zich in een kamertje onder de klokken. De zender, die officieel Radio Antwerpen heette, werd populair onder de naam Radio Kerkske. Vanaf 1935 voldeed de torenkamer niet meer en werd de zendmast verplaatst naar Edegem. Toen in mei 1940 het Duitse leger in aantocht was, werd het station vernietigd om te beletten dat de Duitsers dit zouden gebruiken voor propagandadoeleinden. Nadat de Duitsers zich bij het einde van de oorlog hadden terugtrokken, werd het radiostation opnieuw gestart. Vervolgens keerde de Belgische regering uit ballingschap terug, en werd beslist dat alle radiostations onder staatscontrole werden geplaatst. Radio Antwerpen werd in beslag genomen en De Caluwé moest zijn zendvergunning inleveren.
Nadat zeezenders in Denemarken en Zweden veel succes hadden, besloot Georges De Caluwé op 73-jarige leeftijd zijn geliefde zender van weleer terug te brengen, ditmaal vanaf een zendschip. Hij kocht een betonnen Frans bevoorradingsschip dat werd omgedoopt in Uilenspiegel, naar de legendarische Vlaamse held. Het werd voor de kust bij Zeebrugge geankerd, en op 15 oktober 1962 startten de uitzendingen op 1492 kHz (200,9 meter), nadat vanaf drie dagen daarvóór daarop werd getest. Het succes was overweldigend, mede door de populaire muziek die in de studio in de Nerviërstraat te Antwerpen op de band werd gezet. De Caluwe wist wat de Vlaming graag hoorde. Om het succes van Radio Antwerpen te bestrijden breidde de officiële Belgische radio (BRT) haar zenduren uit.
Begin december 1962 stemde het Belgische Parlement voor een anti-piratenwet. Op 13 december zou het schip worden geënterd, maar de actie werd uitgesteld wegens het slechte weer. Diezelfde dag stierf Georges De Caluwé na een operatie. Een paar dagen later, op 16 december, werd het schip in een zware storm beschadigd en raakte het op drift. De bemanning werd van boord gehaald, en het schip strandde diezelfde dag op de Nederlandse kust bij Cadzand-Bad op het grondgebied van de gemeente Retranchement (nu gemeente Sluis), waar het in 1971 werd opgeblazen. Het zou nog tot 1973 duren voor Vlaanderen opnieuw een zeezender had: Radio Atlantis.